# Крижевич Євген Дмитрович
Євге́н Дми́трович Криже́вич (* 10 травня 1937 — 20 листопада 1985) — український перекладач та поет.

## Життєпис
В 1954—1958 роках працював на Київському мотоциклетному заводі.
1963 року закінчив факультет іноземних мов Львівського університету. Викладав на Львівщині та Волині англійську мову. З початку 1970 років — на творчій роботі. Працював перекладачем у Бельгії та Канаді.
Автор збірок «Журавлі над містом» — 1979 і «Шлях додому» — 1983.
Перекладав з англійської мови твори
- Т. Гарді («Бібліотека зарубіжної літератури», перевидано 2002),
- Даніеля Дефо — «Робінзон Крузо», 1985
- Дж. Ф. Купера — «Піонери, або Біля витоків Саскуеханни», 1980 та «Прерія», 1982,
- К. Марло («Трагічна історія доктора Фауста», 1979),
- В. Одена,
- Едгара По — «Поетичні твори», видано 2004,
- Р. Стівенсона,
- Уолтера Лоуенфелса,
- Роберта Фроста, «Прапор», 1976,
- Вільяма Шекспіра — збірка «Пісні для музики», видано 1986,
- Персі Шеллі — «Поезія», 1976.

Перекладав Рея Бредбері:
- 451° за Фаренгейтом — 1985, перевидана 2011
- Бетономішалка
- Були вони смагляві й золотоокі
- Гра в котики-мишки
- Калейдоскоп
- Оповідання (збірка)
- Папуга, який знав Татуся
- Призначена година
- Про блукання вічні та про землю
- Суничне віконце.

Джеймса Фенімора Купера: «Піонери або Біля витоків Саскуеханни» — 1980, «Веселка».
Вільяма Шекспіра: «Пісні для музики» (збірка) — «Дніпро», 1986.
Даніеля Дефо: «Робінзон Крузо», «Дніпро», 1985.
Марка Твена — твори в двох томах, 1985, в складі колективу — з Маром Пінчевським та Д. Стельмахом.
Едгара Аллана По — «Ельдорадо» («Хробак-переможець», «До Анні», «Серенада»)- перевидана 2004.
Роберта Льюїса Стівенсона — «Вересовий трунок», «Легенда про Фауста» — Йоганн Шпіс, Гейсельбрехт, Кристофер Марло — переклад використовується у сценічних постановках,
Роберта Фроста — «Звернення до стародавнього предка».
Перекладав спільно з Анатолієм Онишком.
Приїздив на творчі зустрічі в Броварську літературну студію.